# ستيفن إدواردز (متزحلق جبال الألب)
ستيفن إدواردز (بالإنجليزية: Stephen Edwards)‏ هو متزحلق جبال الألب بريطاني، ولد في 24 مايو 1969.

## وصلات خارجية
- ستيفن إدواردز على موقع أوليمبيديا (الإنجليزية)